# Gehyra purpurascens
Gehyra purpurascens är en ödleart som beskrevs av  Storr 1982. Gehyra purpurascens ingår i släktet Gehyra och familjen geckoödlor. Inga underarter finns listade i Catalogue of Life.